# WebStorm
JetBrains WebStorm — интегрированная среда разработки на JavaScript, CSS & HTML от компании JetBrains, разработанная на основе платформы IntelliJ IDEA.
WebStorm обеспечивает автодополнение, анализ кода на лету, навигацию по коду, рефакторинг, отладку, и интеграцию с системами управления версиями.
Важным преимуществом интегрированной среды разработки WebStorm является работа с проектами (в том числе, рефакторинг кода JavaScript, находящегося в разных файлах и папках проекта, а также вложенного в HTML). Поддерживается множественная вложенность (когда в документ на HTML вложен скрипт на Javascript, в который вложен другой код HTML, внутри которого вложен Javascript) — то есть в таких конструкциях поддерживается корректный рефакторинг.

## Основные возможности
"Голый" WebStorm (без плагинов) не представляет возможностей, описанных ниже, однако, по умолчанию имеет более 100 установленных дополнений, которые обеспечивают поддержку и удобную разработку, используя самые разные JS-фреймворки, библиотеки, различные новшества CSS/HTML и т.д. Это лишь малая часть того, с чем WebStorm способен работать из коробки:
- Модификация файлов .css, .html, .js с одновременным просмотром результатов (англ. Live Edit, в некоторых источниках эта функциональность называется «редактирование файлов на лету» или «в реальном времени» или «без перезагрузки страницы»)[3]
- Поддержка HTML5
- Поддержка JSDoc[4]
- Поддержка Node.js
- Поддержка React, JSX
- Возможности Zen Coding и Emmet
- Отладка кода на JavaScript
- Удалённое развёртывание по протоколам FTP, SFTP, на монтированных сетевых дисках и т. д. с возможностью автоматической синхронизации
- Интеграция с системами управления версиями: Subversion, Git, GitHub, Perforce, Mercurial, CVS поддерживаются из коробки с возможностью построения списка изменений и отложенных изменений
- Интеграция с системами отслеживания ошибок

## Live Edit
LiveEdit — новая возможность WebStorm, появившаяся в версии 5 и позволяющая одновременно редактировать код html, css или javascript и видеть, как результат отображается в браузере. Для этого требуется поддержка такой возможности со стороны браузера, поэтому WebStorm при установке ставит плагин для Google Chrome. Плагин работает с браузерами Google Chrome и его производными.

## Поддержка node.js
WebStorm поддерживает отладку приложений в node.js. Также поддерживается полный набор функций редактирования приложений на javascript — как для исполнения на сервере, так и в браузере:
автодополнение, навигация по коду, рефакторинг и проверка на ошибки.
Для node.js поддерживается также вывод сообщений node.js на отдельную вкладку в IDE.

## LESS, Sass, SCSS, Stylus
Языки стилей LESS, Sass, SCSS и Stylus которые расширяют возможности описаний стилей в CSS, полностью поддерживаются в WebStorm, в частности, поддерживается рефакторинг кода для них, когда надо изменить выражение (например, #a9a9a9) на переменную (например @grey), для того, чтобы сделать код более читаемым и проще переопределять параметры (например, путём присвоения им значения @grey: #a9a9a9).

## Поддержка CoffeeScript, Dart, TypeScript
В WebStorm для CoffeeScript, Dart и TypeScript есть навигация по коду, автодополнение, рефакторинг, подсветка синтаксиса и проверка на ошибки.

## Поддержка JavaScript, HTML, CSS вIntelliJ IDEA
JetBrains также разрабатывает и поддерживает другую среду разработки — IntelliJ IDEA с аналогичными возможностями по поддержке JavaScript, HTML и CSS.
Следует заметить, что IntelliJ IDEA поддерживает не все теги и/или атрибуты стандарта HTML. Так, например, версия 12.1.6 не распознавала тег frameset. Версия 14.0.2 этот тег распознает, но не распознает его атрибут cols, отвечающий за размер и количество отдельных фреймов на странице.